# 柳盼
柳盼（?—?），南朝陈大臣，柳世隆的曾孙，柳恽之孙，柳偃之子。陈宣帝陈顼皇后柳敬言的弟弟。
柳盼娶陈文帝女富阳公主，拜驸马都尉。陈后主即位，作为皇帝的舅舅加散骑常侍。柳盼性情愚戆，常醉酒乘马入殿门，为有司弹劾，免官，在家中去世。追赠侍中、中护军。